# Lou Stein
Louis „Lou“ Stein (* 22. April 1922 in Philadelphia, Pennsylvania; † 11. Dezember 2002 in Litchfield (Connecticut)) war ein US-amerikanischer Jazzpianist und Studiomusiker.

## Leben und Wirken
Stein spielte zunächst Altsaxophon, bevor er zum Piano wechselte. In den späten 1930er Jahren jammte er mit Buddy DeFranco, Charlie Ventura und Bill Harris. Seine professionelle Karriere als Pianist begann 1942 in der Band von Ray McKinley; während des Zweiten Weltkriegs diente er bei Glenn Millers Air Force Band. 1946/47 arbeitete er wieder bei McKinley und dann bei Charlie Ventura. Seine in dieser Zeit geschriebene Komposition East of Suez ist eine der ersten Jazzkompositionen, die sich nicht an der Liedform orientierte. Danach war er vorwiegend als Sessionmusiker tätig und wirkte bei Aufnahmen der Band von Yank Lawson/Bob Haggart, mit Al „Jazzbo“ Collins, Benny Goodman, Sarah Vaughan, dem Sauter-Finegan Orchestra, Louie Bellson, Red Allen, Coleman Hawkins, Charlie Parker (Charlie Parker with Strings), Joe Newman, Cootie Williams und Lester Young mit. Ab 1954 entstand auch eine Reihe von Alben, die er als Bandleader einspielte. 1957 hatte er mit „Almost Paradise“ einen Hit in den amerikanischen Billboard-Charts, gefolgt von „Got A Match“ 1958. Anschließend schrieb er Jingles und war hauptsächlich im kommerziellen Bereich tätig. Von 1969 bis 1972 spielte er bei Joe Venuti, später bei Flip Phillips. Bis in die 1990er Jahre legte er Aufnahmen unter eigenem Namen, u. a. auf dem Chiaroscuro-Label vor.

## Diskographische Hinweise
- Lou Stein Trio (Brunswick, 1954)
- Six for Kicks (Jubilee, 1954)
- Tribute to Tatum (Chiaroscuro, 1976)
- Stompin' Em Down (Chiaroscuro, 1978)
- Lou Stein & Friends (World Jazz, 1980)
- Temple of the Gods (Chiaroscuro, 1980)
- Live at the Dome (Dreamstreet, 1981)
- Go Daddy! (Pullen Music, 1994)

## Lexigraphische Einträge
- Carlo Bohländer, Karl Heinz Holler: Reclams Jazzführer (= Reclams Universalbibliothek. Nr. 10185/10196). Reclam, Stuttgart 1970, ISBN 3-15-010185-9.
- Leonard Feather, Ira Gitler: The Biographical Encyclopedia of Jazz. Oxford University Press, New York 1999, ISBN 0-19-532000-X.